# Pearl River (Louisiane)
Pearl River est une ville de la paroisse de Saint-Tammany, dans l'État de Louisiane, aux États-Unis,. En 2020, elle compte une population de 2 565 habitants.

## Démographie
Lors du recensement de 2010, la ville comptait une population de 2 506 habitants, tandis qu'en 2020, elle s'élève à 2 565 habitants.